# Даріо червоний
Даріо червоний (Dario dario, іншв назви: бадіс червоний, бадіс бенгальський, бадіс скарлет, Badis sp. «Scarlet», даріо звичайний) — маленька рибка із родини бадієвих (Badidae), родом із Індії. Це один з найменших відомих видів окунеподібних риб.

## Поширення
Червоний даріо водиться в басейні річки Брахмапутра в межах штату Ассам, а також на півночі штату Західний Бенгал. Зустрічається в невеличких річках глибиною до 1 м з кристально чистою водою і ґрунтом із піску або гравію. Тримається біля берегів серед густої рослинності. Типовими видами рослин у цій місцевості є Hygrophila, Limnophila, Ottelia, Rotala, Vallisneria.

## Опис
Дорослі самці досягають завдовжки 2,5-3 см, самки — 1,5-2 см.
Тіло видовжене, стиснуте з боків.
Кінці плавців округлі, лише в черевних плавцях довгі передні промені виступають назовні. Спинний плавець довгий, має 12-14 твердих і 6-8 м'яких променів; в анальному плавці 6-7 м'яких променів.
Хребців: 24-25.
Самці і самки зовні добре розрізняються між собою, в першу чергу, за забарвленням. Крім того, самки коротші, менші за розміром, а перед нерестом задня частина черева у них стає набагато товщою.
Дорослі самці червоного даріо відзначаються чудовим яскравим забарвленням. Головним елементом малюнку на тілі є 7 червоних вертикальних смуг. Колір цих смуг варіюється від помаранчевого до рубінового. Луска між червоними смугами вилискує сріблясто-блакитними кольорами. Червоне забарвлення переважає й на плавцях риби. Спинний та анальний плавці облямовані тоненькою біло-блакитною смужкою, такий самий колір мають промені спинного плавця. Особливо інтенсивним є біло-блакитне забарвлення перших променів черевних плавців.
Самки, порівняно із самцями, зовсім ніякі. Основне забарвлення у них сріблясто-сіре, плавці безбарвні. Червоних кольорів вони не мають. Лише іноді на тілі деяких великих самок можна побачити нечіткі поперечні смужки.

## Утримання в акваріумі
Ця карликова рибка поки що нечасто зустрічається в акваріумах, але, завдяки своїй невибагливості й красі має всі шанси набути більшої популярності. Відмінно підходить до невеличких за розмірами так званих «наноакваріумів».
Червоні даріо мають мирний характер, повільно рухаються й легко лякаються. Тримаються переважно серед рослин у середніх та нижніх шарах води. Тримати їх краще окремо від інших риб, адже більші й активніші сусіди залишать даріо без корму.
Молодь зазвичай тримається разом, але дорослі самці поводять себе територіально й конфліктують між собою. Тому рекомендується тримати червоних даріо парами або групою з 1 самця і 2-3 самок.
Великий акваріум цим рибкам не потрібний. Їм вистачить і 15 літрів води, але бажано надати хоча б 30 літрів. Помешкання повинно бути густо засаджене рослинами, які створюватимуть потрібні рибам схованки. У таких умовах даріо почуватимуться комфортно й перестануть лякатися. У просторому помешкання можна тримати більшу групу риб. Території у самців червоного даріо невеличкі, і тут вони не будуть перетинатися. В акваріумі мають бути також рослини, що плавають на поверхні води, вони створюватимуть у помешканні тінь. Ґрунт може складатися з дрібного гравію або піску.
Вид не вибагливий до параметрів води, але слід уникати крайнощів. Рекомендується температура води 22-26 °С, показник pH6,5-7,5, твердість 10-20°dGH, фільтрація, аерація й щотижнева заміна третини води на свіжу. Важливо, щоб вода була чистою.
Даріо беруть лише такий корм, що рухається. Найкраще годувати їх дрібним живим кормом: циклоп, дафнія, артемія, мотиль, коретра, трубочник, нематода.

## Розведення
Якщо риб тримають у видовому акваріумі, немає потреби влаштовувати окреме нерестовище. На нерест саджають 1 самця і 1-3 самки.
Нерестяться на рослини, частіше всього в гущавині яванського моху (Taxiphyllum barbieri), але іноді пара надає перевагу широкому листю, що плаває біля поверхні; це може бути, наприклад, водяна папороть (Ceratopteris thalictroides). Рекомендується надавати рибам вибір, пропонуючи обидва варіанти.
У нерестовий період забарвлення самця стає ще інтенсивнішим, насичений червоний колір вкриває майже все тіло й плавці. Самець весь час тримається своєї території й заграє до самок, що пропливають повз. Ці залицяння виглядають дуже ефектно: самець розправляє плавці й дрібно дрижить перед самкою, запрошуючи її до себе. Якщо та не відповідає, самець кидається на неї й змушує до втечі. Коли, нарешті, партнерка буде готова до відкладання ікри, вона йде за самцем на його територію.
Рибки разом забиваються в гущавину рослин, самець обіймає самку своїм тілом, дуже схоже, як це роблять півники (Betta splendens). У тісних обіймах самець вичавлює із самки порцію ікри й відразу запліднює її. Акт ікрометання повторюється не один раз, поки самка не скине всю ікру. Плідність становить до 80 ікринок. Хоча й вважається, що самець червоного даріо охороняє кладку, дорослих риб по закінченні нересту краще прибрати з нерестовища, щоб вони не поїли ікру.
Інкубаційний період триває 2-3 дні, залежно від температури. Після цього з ікри вилуплюються личинки, й потомство зникає серед рослин, кілька днів його не видно. Після того, як вони поглинуть запаси жовткового мішечка, а це буває на п'яту добу, личинки перетворюються на мальків і починають самостійне життя. Мальки у червоних даріо дуже дрібні та ще й мало рухаються. Лише за 9-10 днів потомство починає потроху плавати. Забезпечення його відповідним кормом є головною проблемою при розведенні виду. Вважається, що молодь харчується мікроорганізмами, яких сама знаходить серед рослин. Зазвичай як стартовий корм малькам пропонують інфузорії або коловертки. Коли вони підростуть і будуть здатні приймати оцтових нематодів і наупліуси артемій, за долю приплоду можна більше не хвилюватися.